# Moravská Dlouhá

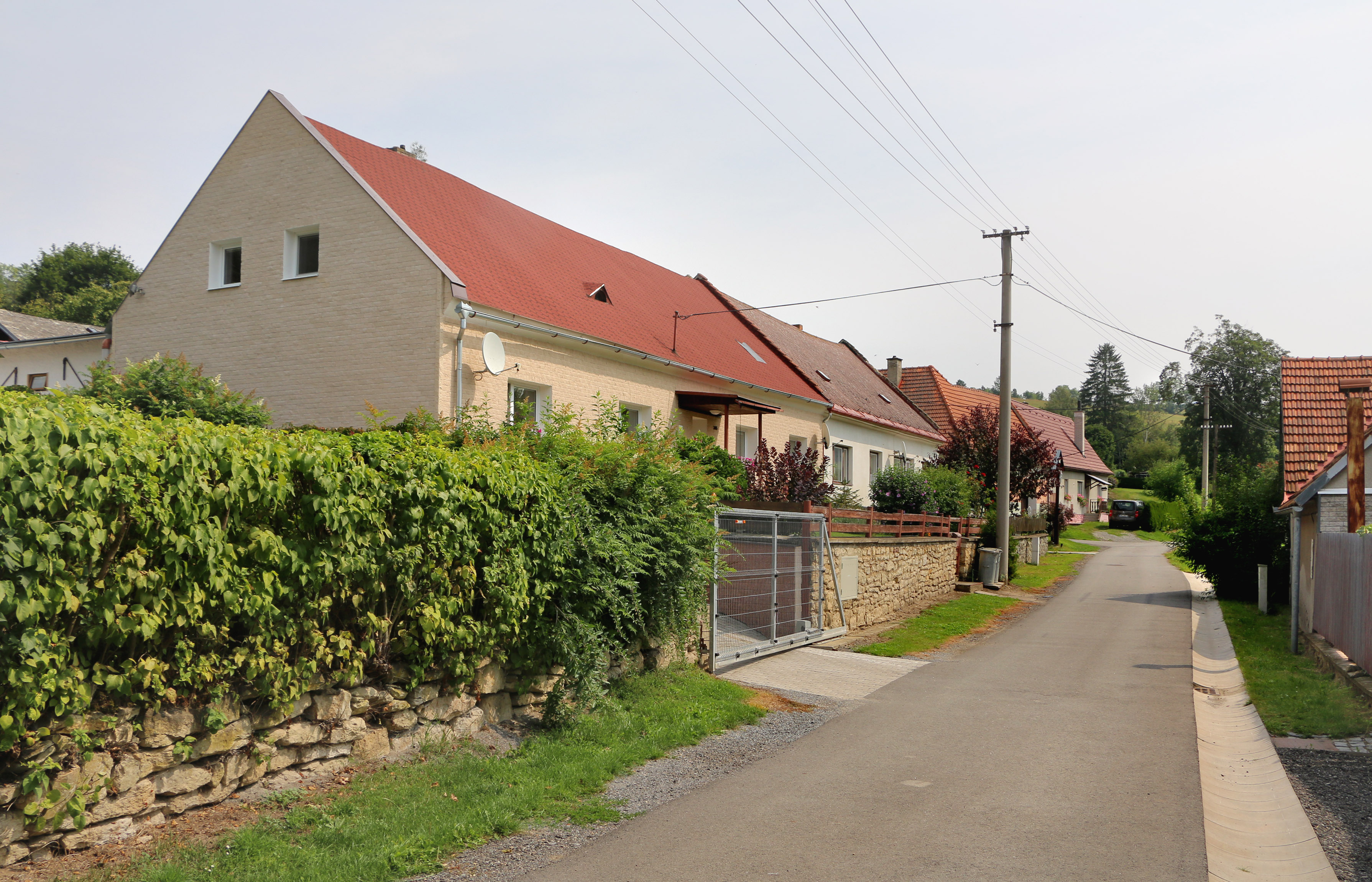
Dorfstraße

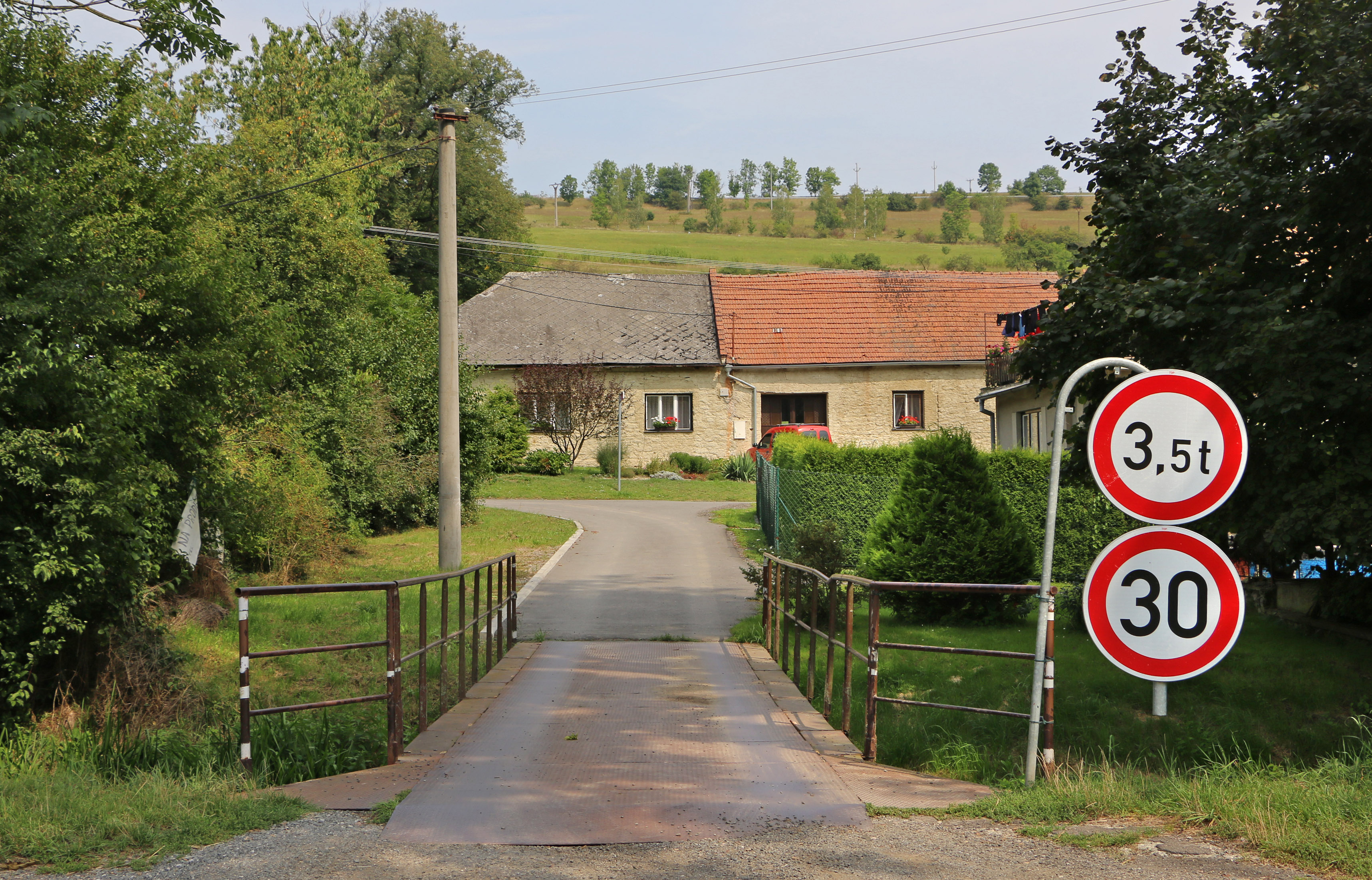
Straßenbrücke über die Svitava von Česká Dlouhá nach Moravská Dlouhá

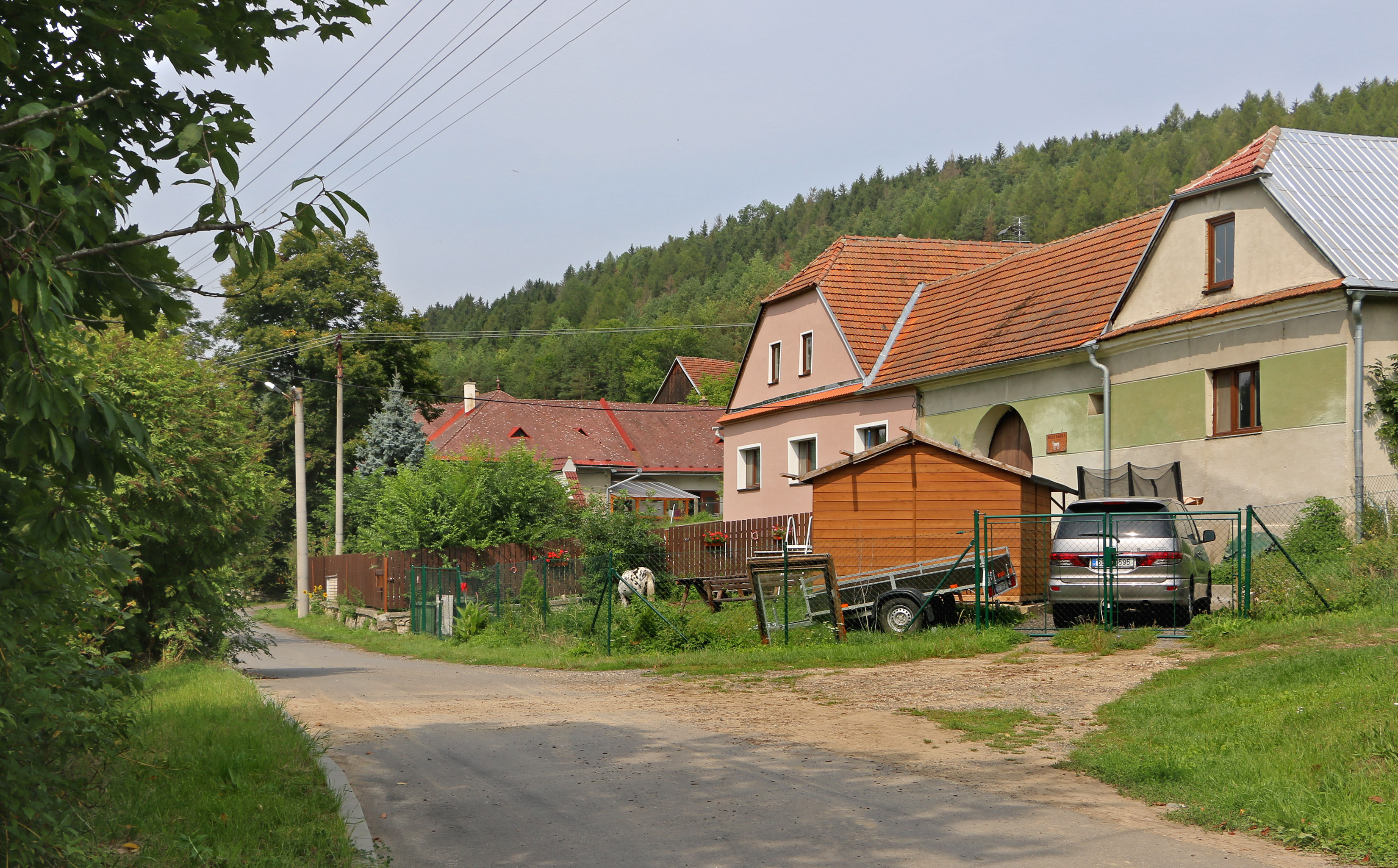
Gehöfte westlichen Teil von Moravská Dlouhá

Moravská Dlouhá (deutsch Mährisch Wiesen) ist eine Grundsiedlungseinheit der Stadt Březová nad Svitavou in Tschechien. Sie liegt einen reichlichen Kilometer nördlich von Březová nad Svitavou und gehört zum Okres Svitavy.

## Geographie
Moravská Dlouhá erstreckt sich linksseitig des Flusses Svitava in der Svitavská pahorkatina (Zwittauer Hügelland). Das Dorf liegt unmittelbar an der alten mährischen Landesgrenze zu Böhmen, die überwiegend entlang des heute zugeschütteten Mühlgrabens sowie an der Svitava verlief und es von Česká Dlouhá trennte. Nördlich erheben sich der U muk (483 m. n.m.) und der Kotel (484 m. n.m.), im Nordosten der Srnčí vrch (536 m. n.m.), östlich der Rudenský vrch (536 m. n.m.), im Südosten der Farský kopec (Pfarrhügel; 535 m. n.m.) und westlich der Banínský vrch (Hörnlberg; 482 m. n.m.). Über die Höhen östlich des Dorfes verläuft die Staatsstraße I/43 zwischen Březová nad Svitavou und Svitavy.
Nachbarorte sind Hradec nad Svitavou und Sklené im Norden, Pohledy und Horní Hynčina im Nordosten, Rudná im Osten, Želivsko und Horákova Lhota im Südosten, Březová nad Svitavou im Süden, Česká Dlouhá im Westen sowie Muzlov und Radiměř im Nordwesten.

## Geschichte
Erstmals urkundlich erwähnt wurde das Dorf 1392 unter dem Namen Langendorf, als der Olmützer Bischof Nikolaus von Riesenburg mehrere Städte und Dörfer der bischöflichen Tafelherrschaft Zwittau gegen einen jährlichen Zins von acht Schock Groschen von der Anfallsverpflichtung befreite. 1437 ist auch das auf böhmischer Seite entstandene und zur Herrschaft Svojanov untertänige böhmische Langendorf nachweislich. Die Wasserkraft des gänzlich an böhmischer Seite befindlichen Flüsschens Svitava wurde zum Antrieb mehrerer Mühlen genutzt. Nachdem sich auch Bauerngutsbesitzer aus den mährischen Orten Brüsau und Mußlau der Wasserkraft bemächtigt hatten, führte dies zu einem langwierigen Streit zwischen der Herrschaft Svojanov und dem Bistum Olmütz, der im Jahre 1501 durch einen Schiedsspruch beigelegt wurde. Da die bischöflichen Begabnisbriefe von 1392 bei der Einnahme Zwittaus durch die Hussiten verloren gegangen waren, erneuerte Bischof Stanislaus Thurzo 1513 die Befreiungen. Zu dieser Zeit gehörte der mährische Teil von Langendorf bereits zu den Besitzungen der Fürsterzbischöflichen Schutz- und Munizipalstadt Brüsau. Wann und auf welchem Wege die Stadt Brüsau ihre Dörfer erworben hat, ist nicht bekannt. Der Ortsname wandelte sich im Laufe der Zeit in Deutsch-Wiesen und schließlich in Mährisch-Wiesen. Im Urbar der Herrschaft Mürau und Zwittau von 1581 sind neun zinspflichtige Untertanen, darunter vier Bauern,  in Mährisch-Wiesen aufgeführt, die der Brüsauer Gerichtsbarkeit unterstanden.
Im Jahre 1835 bestand das im Olmützer Kreis gelegene Dorf Mährisch-Wiesen bzw. Wes dlauha aus zehn Häusern mit 63 deutschsprachigen Einwohnern. Im Ort gab es vier Bauern und sechs Häusler. Erwerbsquelle bildete die Landwirtschaft. Pfarr-, Schul- und Amtsort war Brüsau. Bis zur Mitte des 19. Jahrhunderts blieb Mährisch-Wiesen der Stadt Brüsau untertänig.
Nach der Aufhebung der Patrimonialherrschaften bildete Mährisch-Wiesen / Dlouhá Ves ab 1849 einen Ortsteil der Gemeinde Mußlau / Muzlov im Gerichtsbezirk Zwittau. Ab 1868 gehörte Mährisch-Wiesen zum Bezirk Mährisch Trübau. Nach dem Ersten Weltkrieg zerfiel der Vielvölkerstaat Österreich-Ungarn, das Dorf wurde 1918 Teil der neu gebildeten Tschechoslowakischen Republik. Beim Zensus von 1921 lebten in den 14 Häusern von Mährisch-Wiesen 94 Personen, darunter 86 Deutsche und acht Tschechen. Der tschechische Ortsname wurde 1924 von Dlouhá Ves in Moravská Dlouhá geändert. 1930 lebten in Mährisch Wiesen 122 Menschen, davon 121 Deutsche und ein Tscheche. Nach dem Münchner Abkommen wurde das Dorf im Oktober 1938 von der Wehrmacht besetzt und dem Großdeutschen Reich zugeschlagen und gehörte bis 1945 zum Landkreis Zwittau Nach dem Ende des Zweiten Weltkrieges kam Moravská Dlouhá zur Tschechoslowakei zurück, es erfolgte die Wiederherstellung der alten Bezirksstrukturen. Die meisten der deutschsprachigen Bewohner wurden 1945 vertrieben und Tschechen angesiedelt. Der Mühlgraben zwischen Česká Dlouhá und Moravská Dlouhá wurde in der zweiten Hälfte des 20. Jahrhunderts verfüllt. 1949 wurde das Dorf aus dem Okres Moravská Třebová in den Okres Svitavy  umgegliedert. Am 17. September 1950 wurden die Gemeinden Česká Dlouhá und Muzlov zu einer Gemeinde Dlouhá vereinigt. Sitz der Gemeinde Dlouhá mit den Ortsteilen Česká Dlouhá und Moravská Dlouhá war Česká Dlouhá; Muzlov wurde in dieser Zeit devastiert. Im Jahre 1960 erfolgte die Eingemeindung nach Březová nad Svitavou. Ab dem 1. April 1976 gehörte Dlouhá als Ortsteil zu Brněnec. Seit dem 1. März 1990 war Dlouhá wieder ein Ortsteil von Březová nad Svitavou. Beim Zensus von 2001 hatte Moravská Dlouhá 43 Einwohner. Mit Beginn des Jahres 2002 erfolgte die Aufhebung des Ortsteils und Katastralbezirkes Dlouhá, aus dem die Grundsiedlungseinheiten und Katastralbezirke Česká Dlouhá, Moravská Dlouhá und Muzlov hervorgingen.

## Ortsgliederung
Moravská Dlouhá bildet einen Katastralbezirk.